# Campeonato Sul e Centro-Americano de Handebol Masculino de 2022
O Campeonato Sul e Centro-Americano de Handebol Masculino de 2022 foi a segunda edição do campeonato e foi realizado entre os dias de 25 a 29 de janeiro de 2022 na cidade de Recife, Brasil sob a organização da Confederação Sul e Centro Americana de Handebol. Foi a segunda vez na história que o campeonato é organizado pela Confederação Brasileira de Handebol. Também atua como torneio de qualificação para o Campeonato Mundial de Handebol Masculino de 2023, com as quatro primeiras equipes se classificando.
O Brasil conquistou seu primeiro título com uma vitória sobre a Argentina na final.

## Formato
O formato contou com 7 seleções divididas em dois grupos, semifinal e final. Os dois melhores de cada grupo avançam para a semifinal e garantem vaga no próximo Mundial Masculino. Os ganhadores da semifinal disputam a final para ver quem se consagra como campeão.

## Qualificação

### Histórico dos Classificados
| País       | Participações anteriores |
| ---------- | ------------------------ |
| Argentina  | 1 (2020)                 |
| Brasil     | 1 (2020)                 |
| Bolívia    | 1 (2020)                 |
| Chile      | 1 (2020)                 |
| Colômbia   | 0 (estreante)            |
| Costa Rica | 0 (estreante)            |
| Paraguai   | 1 (2020)                 |
| Uruguai    | 1 (2020)                 |

- A Colômbia desistiu antes do torneio, devido a vários testes positivos de COVID-19 em sua equipe.[3]

1 Negrito indica o campeão do referido ano
2 Itálico indica país sede do referido campeonato

## Sorteio
O sorteio ocorreu em 14 de janeiro de 2022.

### Potes
| Pote 1             | Pote 2          | Pote 3             | Pote 4                |
| ------------------ | --------------- | ------------------ | --------------------- |
| Argentina · Brasil | Uruguai · Chile | Paraguai · Bolívia | Colômbia · Costa Rica |

## Fase preliminar
Todos as partidas estão no fuso oficial de Brasilia.
|  | Qualificadas para a Semifinal |

Critérios de desempate: 1) pontos; 2) confronto direto; 3) diferença de gols no confronto direto; 4) número de gols feitos no confronto direto; 5) diferença de gols.

### Grupo A
| Pos | Equipe    | Pts | J | V | E | D | GP  | GC  | SG  |
| --- | --------- | --- | - | - | - | - | --- | --- | --- |
| 1   | Argentina | 4   | 2 | 2 | 0 | 0 | 113 | 26  | +87 |
| 2   | Uruguai   | 2   | 2 | 1 | 0 | 1 | 60  | 52  | +8  |
| 3   | Bolívia   | 0   | 2 | 0 | 0 | 2 | 17  | 112 | −95 |

| 25 de Janeiro 17:00 | Argentina  | 70–8      | Bolívia | Ginásio de Esportes Geraldo Magalhães, Recife Árbitros: Geraldello, Marques |
| 25 de Janeiro 17:00 | Pizarro 14 | (36–5)    | Rojas 4 | Ginásio de Esportes Geraldo Magalhães, Recife Árbitros: Geraldello, Marques |
| 25 de Janeiro 17:00 | 3×         | Relatório | 2×      | Ginásio de Esportes Geraldo Magalhães, Recife Árbitros: Geraldello, Marques |

| 26 de Janeiro 16:00 | Bolívia  | 9–42      | Uruguai | Ginásio de Esportes Geraldo Magalhães, Recife Árbitros: Correa, Correa |
| 26 de Janeiro 16:00 | Zurita 3 | (1–18)    | Rubbo 8 | Ginásio de Esportes Geraldo Magalhães, Recife Árbitros: Correa, Correa |
| 26 de Janeiro 16:00 | 1×       | Relatório | 3× 2×   | Ginásio de Esportes Geraldo Magalhães, Recife Árbitros: Correa, Correa |

| 27 de Janeiro 18:00 | Argentina   | 43–18     | Uruguai          | Ginásio de Esportes Geraldo Magalhães, Recife Árbitros: Geraldello, Marques |
| 27 de Janeiro 18:00 | Baronetto 8 | (18–9)    | Ancheta, Fabra 3 | Ginásio de Esportes Geraldo Magalhães, Recife Árbitros: Geraldello, Marques |
| 27 de Janeiro 18:00 | 4×          | Relatório | 9× 1×            | Ginásio de Esportes Geraldo Magalhães, Recife Árbitros: Geraldello, Marques |

### Grupo B
| Pos | Equipe     | Pts | J | V | E | D | GP  | GC  | SG  |
| --- | ---------- | --- | - | - | - | - | --- | --- | --- |
| 1   | Brasil     | 6   | 3 | 3 | 0 | 0 | 126 | 54  | +72 |
| 2   | Chile      | 4   | 3 | 2 | 0 | 1 | 99  | 72  | +27 |
| 3   | Paraguai   | 2   | 3 | 1 | 0 | 2 | 75  | 113 | −38 |
| 4   | Costa Rica | 0   | 3 | 0 | 0 | 3 | 53  | 114 | −61 |

| 25 de Janeiro 15:00 | Chile            | 34–16     | Costa Rica | Ginásio de Esportes Geraldo Magalhães, Recife Árbitros: Konjičanin, Konjičanin |
| 25 de Janeiro 15:00 | Er. Feuchtmann 6 | (20–8)    | Villegas 4 | Ginásio de Esportes Geraldo Magalhães, Recife Árbitros: Konjičanin, Konjičanin |
| 25 de Janeiro 15:00 | 4×               | Relatório | 4×         | Ginásio de Esportes Geraldo Magalhães, Recife Árbitros: Konjičanin, Konjičanin |

| 25 de Janeiro 20:00 | Brasil       | 46–19     | Paraguai | Ginásio de Esportes Geraldo Magalhães, Recife Árbitros: Araújo, Perdomo |
| 25 de Janeiro 20:00 | Hackbarth 11 | (23–12)   | Fiore 6  | Ginásio de Esportes Geraldo Magalhães, Recife Árbitros: Araújo, Perdomo |
| 25 de Janeiro 20:00 | 2×           | Relatório | 4×       | Ginásio de Esportes Geraldo Magalhães, Recife Árbitros: Araújo, Perdomo |

| 26 de Janeiro 18:00 | Paraguai    | 25–43     | Chile             | Ginásio de Esportes Geraldo Magalhães, Recife Árbitros: Conberse, Correa |
| 26 de Janeiro 18:00 | Samaniego 7 | (13–22)   | Er. Feuchtmann 11 | Ginásio de Esportes Geraldo Magalhães, Recife Árbitros: Conberse, Correa |
| 26 de Janeiro 18:00 | 5× 1×       | Relatório | 5×                | Ginásio de Esportes Geraldo Magalhães, Recife Árbitros: Conberse, Correa |

| 26 de Janeiro 20:00 | Brasil     | 49–13     | Costa Rica  | Ginásio de Esportes Geraldo Magalhães, Recife Árbitros: Araújo, Perdomo |
| 26 de Janeiro 20:00 | Chiuffa 10 | (27–7)    | Gutiérrez 4 | Ginásio de Esportes Geraldo Magalhães, Recife Árbitros: Araújo, Perdomo |
| 26 de Janeiro 20:00 | 2×         | Relatório | 3×          | Ginásio de Esportes Geraldo Magalhães, Recife Árbitros: Araújo, Perdomo |

| 27 de Janeiro 16:00 | Costa Rica | 24–31     | Paraguai          | Ginásio de Esportes Geraldo Magalhães, Recife Árbitros: Correa, Correa |
| 27 de Janeiro 16:00 | Molina 5   | (12–18)   | Fiore, Martínez 6 | Ginásio de Esportes Geraldo Magalhães, Recife Árbitros: Correa, Correa |
| 27 de Janeiro 16:00 | 2× 1×      | Relatório | 3× 1×             | Ginásio de Esportes Geraldo Magalhães, Recife Árbitros: Correa, Correa |

| 27 de Janeiro 20:00 | Brasil    | 31–22     | Chile             | Ginásio de Esportes Geraldo Magalhães, Recife Árbitros: Konjičanin, Konjičanin |
| 27 de Janeiro 20:00 | Langaro 5 | (16–13)   | Er. Feuchtmann 10 | Ginásio de Esportes Geraldo Magalhães, Recife Árbitros: Konjičanin, Konjičanin |
| 27 de Janeiro 20:00 | 3× 1×     | Relatório | 2× 1×             | Ginásio de Esportes Geraldo Magalhães, Recife Árbitros: Konjičanin, Konjičanin |

## Fase Final

### Chaveamento
|  | Semifinal     | Semifinal |                |    | Final | Final |
|  |               |           |                |    |       |       |
|  | 28 de Janeiro |           |                |    |       |       |
|  |               |           |                |    |       |       |
|  | Argentina     | 36        |                |    |       |       |
|  | Argentina     | 36        | 28 de Janeiro  |    |       |       |
|  | Chile         | 24        |                |    |       |       |
|  | Chile         | 24        | Argentina      | 17 |       |       |
|  | 28 de Janeiro |           | Argentina      | 17 |       |       |
|  |               | Brasil    | 20             |    |       |       |
|  | Brasil        | Brasil    | 20             | 48 |       |       |
|  | Brasil        |           |                | 48 |       |       |
|  | Uruguai       | 20        |                |    |       |       |
|  | Uruguai       | 20        | Terceiro Lugar |    |       |       |
|  |               |           |                |    |       |       |
|  | 28 de Janeiro |           |                |    |       |       |
|  |               |           |                |    |       |       |
|  | Chile         | 29        |                |    |       |       |
|  | Chile         | 29        |                |    |       |       |
|  | Uruguai       | 21        |                |    |       |       |

#### Disputa de 5º ao 7º Semifinais
| 28 de Janeiro 16:00 | Bolívia   | 16–39     | Costa Rica  | Ginásio de Esportes Geraldo Magalhães, Recife Árbitros: Correa, Correa |
| 28 de Janeiro 16:00 | Lisidro 4 | (8–22)    | Gutiérrez 5 | Ginásio de Esportes Geraldo Magalhães, Recife Árbitros: Correa, Correa |
| 28 de Janeiro 16:00 | 2× 1×     | Relatório | 7× 1×       | Ginásio de Esportes Geraldo Magalhães, Recife Árbitros: Correa, Correa |

### Semifinal
| 28 de Janeiro 18:00 | Argentina   | 36–24     | Chile             | Ginásio de Esportes Geraldo Magalhães, Recife Árbitros: Konjičanin, Konjičanin |
| 28 de Janeiro 18:00 | Fernández 8 | (17–11)   | Er. Feuchtmann 10 | Ginásio de Esportes Geraldo Magalhães, Recife Árbitros: Konjičanin, Konjičanin |
| 28 de Janeiro 18:00 | 4×          | Relatório | 5× 1×             | Ginásio de Esportes Geraldo Magalhães, Recife Árbitros: Konjičanin, Konjičanin |

| 28 de Janeiro 20:00 | Brasil             | 48–20     | Uruguai | Ginásio de Esportes Geraldo Magalhães, Recife Árbitros: Conberse, Correa |
| 28 de Janeiro 20:00 | Dutra, Hackbarth 8 | (21–10)   | Borba 5 | Ginásio de Esportes Geraldo Magalhães, Recife Árbitros: Conberse, Correa |
| 28 de Janeiro 20:00 | 3×                 | Relatório | 3× 1×   | Ginásio de Esportes Geraldo Magalhães, Recife Árbitros: Conberse, Correa |

#### Decisão do 5º lugar
| 29 de Janeiro 16:00 | Paraguai              | 26–21     | Costa Rica | Ginásio de Esportes Geraldo Magalhães, Recife Árbitros: Araújo, Perdomo |
| 29 de Janeiro 16:00 | Gonzales, Samaniego 4 | (12–9)    | Molina 8   | Ginásio de Esportes Geraldo Magalhães, Recife Árbitros: Araújo, Perdomo |
| 29 de Janeiro 16:00 | 7× 1×                 | Relatório | 5× 1×      | Ginásio de Esportes Geraldo Magalhães, Recife Árbitros: Araújo, Perdomo |

### Decisão do 3º lugar
| 29 de Janeiro 18:00 | Chile            | 29–21     | Uruguai | Ginásio de Esportes Geraldo Magalhães, Recife Árbitros: Conberse, Correa |
| 29 de Janeiro 18:00 | Er. Feuchtmann 6 | (16–11)   | Rubbo 5 | Ginásio de Esportes Geraldo Magalhães, Recife Árbitros: Conberse, Correa |
| 29 de Janeiro 18:00 | 8× 3×            | Relatório | 5×      | Ginásio de Esportes Geraldo Magalhães, Recife Árbitros: Conberse, Correa |

### Final
| 29 de Janeiro 20:00 | Argentina | 17–20     | Brasil      | Ginásio de Esportes Geraldo Magalhães, Recife Árbitros: Konjičanin, Konjičanin |
| 29 de Janeiro 20:00 | Parker 5  | (10–10)   | Hackbarth 5 | Ginásio de Esportes Geraldo Magalhães, Recife Árbitros: Konjičanin, Konjičanin |
| 29 de Janeiro 20:00 | 2× 1×     | Relatório | 4× 1×       | Ginásio de Esportes Geraldo Magalhães, Recife Árbitros: Konjičanin, Konjičanin |

## Classificação Final
| Rank | Seleção    |
| ---- | ---------- |
| 1    | Brasil     |
| 2    | Argentina  |
| 3    | Chile      |
| 4    | Uruguai    |
| 5    | Paraguai   |
| 6    | Costa Rica |
| 7    | Bolívia    |

|  | Classificado para o Campeonato Mundial de Handebol Masculino de 2023 |